# Аник (гора)
А́ник — высшая точка Приморского края, высота — 1932 метра над уровнем моря. Является частью горной системы Сихотэ-Алинь. Находится на границе Приморского и Хабаровского краёв.
Часто именно Аник считается высочайшей точкой хребта Сихотэ-Алинь, однако, на самом деле ей является Тордоки-Яни. Кроме того, Аник уступает по абсолютной высоте горам Ко и Яко-Яни, являясь таким образом, четвёртой по высоте вершиной Сихотэ-Алиня. Тем не менее, вершина Аника, вследствие его расположения на севере и на максимальной высоте во всём Приморье, считается наиболее холодной и суровой областью во всём крае. На седловине между горой Болотной и горой Аник нередко образуется снежник-перелеток, не успевающий растаять за весь тёплый период. Гора куполообразная — с крутыми склонами в верховьях реки Катэн и относительно пологими в сторону верховьев Бикина. Представляет собой позднемеловую интрузию гранодиоритов, кварцевых диоритов и граносиенитов.
Гора редко посещается туристами, чему способствуют её значительная удалённость от автодорог, пересечённый окружающий рельеф с густыми елово-пихтовыми лесами, а также то обстоятельство, что не так далеко расположен популярный у туристов двухтысячник Ко, до подножья которого сравнительно легко добраться на автомобиле. В 1970-х годах, в 2 км от вершины Аника, на горе Болотная (1814 м) работала полевая база геологов, которые доставлялись из посёлка Кавалерово на вертолёте. 